# کارلا براون
کارلا براون (انگلیسی: Carla Brown؛ زاده ۱۱ مارس ۱۹۸۲) یک مانکن اهل انگلستان است.